# Nowa Jerozolima (Łódź)
Pour les articles homonymes, voir Nowa Jerozolima.
Nowa Jerozolima est une localité polonaise de la gmina de Parzęczew, située dans le powiat de Zgierz en voïvodie de Łódź.